# Hsien Feng-Lien
Hsien Feng-Lien es una deportista taiwanesa que compitió en taekwondo. Ganó una medalla en el Campeonato Mundial de Taekwondo de 1987 y dos medallas en el Campeonato Asiático de Taekwondo, en los años 1990 y 1992.

## Palmarés internacional
| Representando a China Taipéi |                        |                   |           |
| Campeonato Mundial           |                        |                   |           |
| Año                          | Lugar                  | Medalla           | Categoría |
| 1987                         | Barcelona (España)     | Medalla de plata  | –60 kg    |
| Campeonato Asiático          |                        |                   |           |
| Año                          | Lugar                  | Medalla           | Categoría |
| 1990                         | Taipéi (Taiwán)        | Medalla de bronce | –65 kg    |
| 1992                         | Kuala Lumpur (Malasia) | Medalla de plata  | –60 kg    |